# Chiesa di San Biagio (Pari)
La chiesa di San Biagio è un edificio sacro situato a Pari, frazione del comune di Civitella Paganico.

## Storia e descrizione
Ricordata in stato di semi abbandono nel 1460, fu restaurata con il contributo degli abitanti, che ottennero il diritto di nomina del rettore di San Biagio e della pieve di San Giorgio in Valoria, abbandonata nell'Ottocento.
Le sue pietre furono utilizzate per la ristrutturazione di San Biagio nel XIX secolo, epoca a cui risalgono la facciata con timpano triangolare e il campanile.
L'interno ad aula unica rettangolare ed abside semicircolare risale ai restauri ottocenteschi. Vi si conserva una tavola di "Marco Bigio" (Giomo del Sodoma?) con la Madonna col Bambino tra i Santi Fabiano e Sebastiano, del sesto-settimo decennio del Cinquecento, e una Madonna col Bambino e santi, copia da Andrea del Sarto. Nella cappella a destra si venera la Madonna del Buon Consiglio, copia moderna di un dipinto del XVIII secolo.